# アジテータカー
アジテータカーは鉄道、道路トンネル、ダム水路、小断面トンネル、及び、トンネル内の環境が重要視される長大トンネル等の工事において、コンクリートの巻立工事の手段として使用されるレール工法式コンクリート運搬機械である。

## アジテータカーの特長
アジテータカーは軌道上を、自走又は牽引走行する台車の上に水平形のミキシングドラムユニットを装備したもので、走行中は、車輪から動力が供給され、生コンクリートの攪拌を行い、生コンクリートの分離、硬化を防ぐ。打設現場打設では別に装備されている電動機又は、エアーモーターで再度混錬と排出が出来る用に設計されている。ドラム容量は3m3から、6m3程度のものが多く、台車は単車方又は、ボギー方が使われている。又、運搬量を増加させる為、2から3台のアジテータカーを一台のバッテリー機関車で牽引し打設現場でドッキングさせて、コンクリートポンプに運搬供給するドッキングアジテータカーが、大型工事に使用されている。

## アジテータカーを使用した主な現場
- 青函トンネル
- 東京湾アクアライン

## 操作に必要な資格
なし

## メーカー
S・K・K柴田建機研究所